# غوردون نوت
غوردون نوت (بالإنجليزية: Gordon Nutt)‏ هو لاعب كرة قدم بريطاني في مركز نصف الجناح، ولد في 8 نوفمبر 1932 في برمنغهام في المملكة المتحدة، وتوفي في 25 فبراير 2014 في تاسمانيا في أستراليا. لعب مع كارديف سيتي وكوفنتري سيتي ونادي آيندهوفن ونادي أرسنال ونادي ساوثيند يونايتد ونادي سيدني يونايتد 58.